# SS Ionic (II)
«Ионик» (SS Ionic) — британский пароход компании «Уайт Стар Лайн».
Спущен на воду 22 мая 1902 года в Белфасте на верфи «Harland and Wolff». 16 января 1903 года отправился в своё первое плавание из Лондона в Веллингтон, делая остановку в Кейптауне. Был первым судном с радиоустановкой «Marconi» на этом маршруте. В начале Первой мировой войны транспортировал новозеландские экспедиционные войска. 31 января 1915 года вернулся к обслуживанию пассажиров (до 1918 года ходил через Панамский канал). В 1927 году пришёл на помощь севшему на мель в районе Большой Ньюфаундлендской банки французскому рыболовецкому судну «Daisy». В 1929 году на судне был убран третий класс. В 1934 году руководство «Кунард-Уайт Стар Лайн» приняло решение о продаже «Ионика» компании «Shaw, Savill & Albion Line». Она пыталась найти ему применение, но в конце 1935 года отправило в последнее путешествие до Осаки. Утилизирован там же в январе-феврале 1936 года.